# Блаж (Босния и Герцеговина)
Блаж (серб. Блаж / Blaž) — село в общине Вишеград Республики Сербской Боснии и Герцеговины. В настоящее время село необитаемо.